# 三聚磷酸钾
三聚磷酸钾是一种无机化合物，化学式 K5P3O10。

## 制备
三聚磷酸钾可以由磷酸一氢钾和磷酸二氢钾反应而成。
{\displaystyle \mathrm {2\ K_{2}HPO_{4}+KH_{2}PO_{4}\longrightarrow K_{5}P_{3}O_{10}+2\ H_{2}O} }

## 性质
三聚磷酸钾是白色无臭固体，极易溶于水。它的无水物极易潮解，1% 水溶液的pH值为9.9。除了无水物以外，三聚磷酸钾还有二水合物和四水合物。三聚磷酸钾在 915 K下分解。

## 用处
三聚磷酸钾和三聚磷酸钠一样可以用作食品添加剂，E编号 E451。